# Hayakawa
Hayakawa (早川町 Hayakawa-chō?) es un pueblo en la prefectura de Yamanashi, Japón, localizado en la parte central de la isla de Honshū, en la región de Chūbu. Tenía una población estimada de 935 habitantes el 1 de marzo de 2021 y una densidad de población de 0 personas por km².

## Geografía
Hayakawa está localizado en el extremo suroeste de la prefectura de Yamanashi. El río Hayakawa, un afluente del río Fuji, atraviesa el pueblo. Es una zona montañosa rodeada por los Alpes del Sur (montañas Akaishi) en el norte y el oeste, las montañas Kushigata en el este y las montañas Minobu en el sur. Alrededor del 96% del área está cubierta de bosques y montañas.

## Historia
Durante el período Edo, toda la provincia de Kai era territorio bajo el control directo del shogunato Tokugawa. Durante la reforma catastral de principios del período Meiji, el área se organizó en villas bajo el distrito de Minamikoma, Yamanashi. El pueblo de Hayakawa fue creado el 23 de septiembre de 1956 mediante la fusión de las aldeas de Motivate, Goka, Suzurishima, Miyakogawa, Misato y Nishiyama.

## Demografía
Según los datos del censo japonés, la población de Hayakawa ha disminuido drásticamente en los últimos 50 años.
| Gráfica de evolución demográfica de Hayakawa entre 1940 y 2015 |
|                                                                |
| Oficina de Estadística de Japón                                |